# Nisipuri
Nisipuri – wieś w Rumunii, w okręgu Dolj, w gminie Dobrotești. W 2011 roku liczyła 564 mieszkańców.